# Borðoy
Borðoy (letteralmente "isola del promontorio", in danese Bordø) è un'isola della Danimarca situata nel nord-est delle Isole Fær Øer. Si estende su una superficie di 94,5 km². È la più orientale delle cosiddette grandi isole dell'arcipelago.

## Villaggi
Suddivisa, al 2011, in otto villaggi: Klaksvík (la seconda città più vasta dell'intero arcipelago), Norðoyri, Ánir, Árnafjørður, Strond, Norðtoftir, Depil e Norðdepil. Inoltre vi sono tre villaggi abbandonati: Skálatoftir, Múli e Fossá, tutti nella parte settentrionale dell'isola.

### Villaggi abbandonati
Múli è stato uno dei più remoti insediamenti nelle isole Faer Oer, infatti non era presente alcun collegamento viario fino al 1989: precedentemente le merci dovevano essere portate in loco o con l'elicottero o in barca. Il villaggio è rimasto disabitato dal 1994.
Un museo di Klaksvík acquistò l'intera area di Fossá nel 1969 con l'intenzione di trasformarla in un tipico borgo medievale faroese, allo scopo di attrazione turistica: il progetto non si è però concretizzato.

## Ornitologia
I promontori a nord e a sud-est dell'isola sono stati classificati come aree importanti di nidificazione da BirdLife International poiché sono stati censiti in quelle zone alcune specie di uccelli marini, in particolare l'uccello delle tempeste europeo (250 coppie di esemplari) e l'uria nera (200 coppie di esemplari).

## Montagne

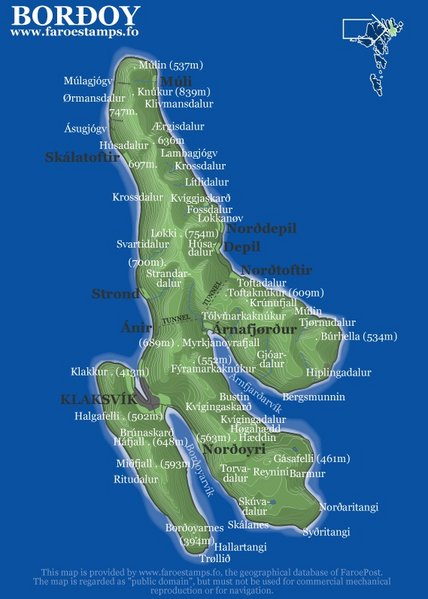
Mappa delle località e delle alture di Borðoy

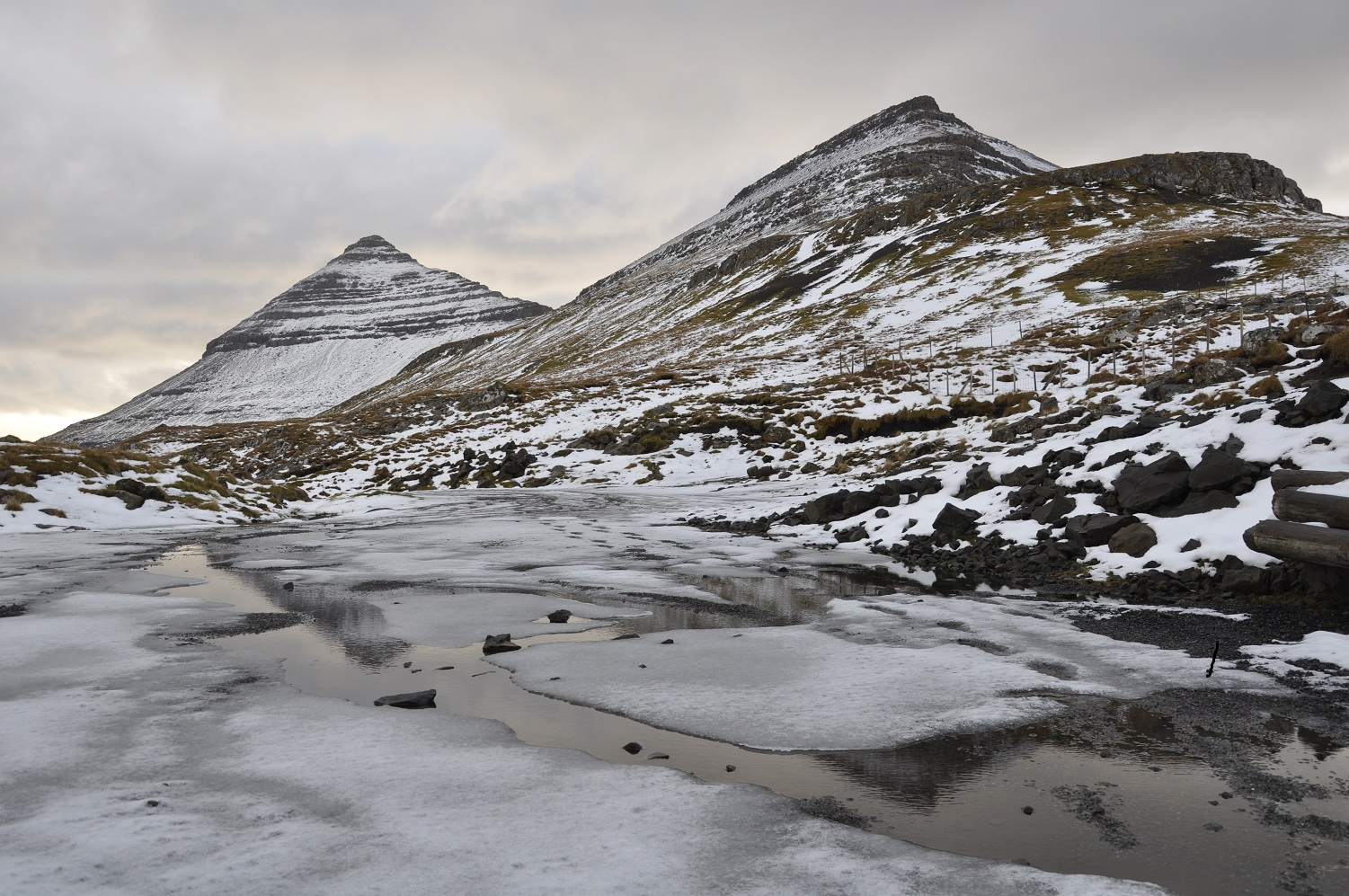
I monti Háfjall (648 m, sulla sinistra) e Hálgafelli (502 m, sulla destra) nella parte meridionale dell'isola di Borðoy

| Rilievo                 | Altezza |
| ----------------------- | ------- |
| Norðanfyri Lokkaskarð   | 772 m   |
| Lokki                   | 754 m   |
| Omanfyri Klivsdal       | 747 m   |
| Norðanfyri Kvíggjaskarð | 739 m   |
| Myrkjanoyrarfjall       | 689 m   |
| Depilsknúkur            | 681 m   |
| Háfjall                 | 648 m   |
| Snæfelli                | 644 m   |
| Knúkur                  | 642 m   |
| Krúnufjall              | 642 m   |
| Landsuðursfjall         | 621 m   |
| Toftaknúkur             | 607 m   |
| Miðfjall                | 593 m   |
| Fýramarkaknúkur         | 591 m   |
| Hæddin                  | 563 m   |
| Tindur                  | 535 m   |
| Búrhella                | 534 m   |
| Tólvmarkaknúkur         | 519 m   |
| Hálgafelli              | 502 m   |
| Gásafelli               | 461 m   |
| Klakkur                 | 413 m   |
| Borðyarnes              | 392 m   |
| Kjølur                  | 342 m   |